# Luis Miguel Salvador
Luis Miguel Salvador (Città del Messico, 26 febbraio 1968) è un ex calciatore messicano, di ruolo attaccante.

## Carriera

### Club
Ha giocato prevalentemente nel CF Atlante, dove con i suoi 81 gol totali è uno dei migliori marcatori della storia del club. Si è ritirato nel 2000 con la maglia dell'Atlante dopo aver giocato anche nel Monterrey e nell'Atlético Celaya.

### Nazionale
Ha giocato dal 1993 al 1995 con la nazionale messicana, vincendo la Gold Cup 1993 e partecipando al campionato del mondo 1994.